# Alf-Inge Håland
Alf-Inge Rasdal Håland (Stavanger, 23 novembre 1972) è un ex calciatore norvegese, di ruolo difensore o centrocampista.

## Biografia
Padre di tre figli, il terzogenito Erling è un calciatore professionista e gioca attualmente per il Manchester City, squadra in cui militò anch'egli.

## Caratteristiche tecniche
Terzino destro ed occasionalmente mediano, Håland era un giocatore veloce, ben dotato sia fisicamente che tecnicamente. Disposto al sacrificio in entrambe le fasi di gioco, era in possesso anche di un'ottima personalità.

## Carriera

### Club
Nella sua carriera, ha giocato per il Bryne, per il Nottingham Forest, per il Leeds United e per il Manchester City.
Nel 1997 il Manchester United perse una partita contro il Leeds, durante la quale Roy Keane si infortunò al legamento crociato anteriore; mentre Keane era a terra dolorante, Håland lo invitò ad alzarsi, sostenendo che stesse soltanto simulando un infortunio; Keane dovette poi abbandonare il campo in barella. Nel 2001, durante un derby fra Manchester United e Manchester City, Keane, ancora infuriato per l'episodio accaduto quattro anni prima, colpì volontariamente al ginocchio Håland, provocandogli un grave infortunio: inizialmente, però, il giocatore dei Red Devils è stato solamente multato di cinquemila sterline e squalificato per tre partite. Nella sua biografia, uscita due anni dopo, Keane ha rivelato che l'infortunio di Håland è effettivamente stato un gesto di vendetta, proprio a causa dell'atteggiamento tenuto dal norvegese nel 1997. Dopo queste parole, Keane ha ricevuto altre cinque giornate di squalifica, oltre ad una multa di centocinquantamila sterline.
Dopo altri due anni trascorsi al City, in cui, passata la riabilitazione, ha comunque giocato poche partite, Håland si è ritirato nel 2003, all'età di soli 30 anni (gli ultimi due dei quali trascorsi praticamente senza giocare). Ha successivamente dichiarato, però, che la scelta non è dipesa dall'infortunio rimediato nel 2001.
Nella stagione 2012-2013 è brevemente tornato in campo per vestire la maglia della squadra norvegese del Rosseland.

### Nazionale
Håland ha vestito la maglia della Norvegia in trentaquattro occasioni, senza mai andare in rete. È uno dei pochi calciatori della Nazionale norvegese ad essere stato convocato, pur non avendo mai giocato nell'Eliteserien (massima divisione del campionato norvegese).
Ha partecipato al campionato del mondo 1994.

## Statistiche

### Presenze e reti nei club
| Stagione                 | Club                     | Campionato               | Campionato | Campionato | Coppe nazionali | Coppe nazionali | Coppe nazionali | Coppe continentali | Coppe continentali | Coppe continentali | Supercoppe | Supercoppe | Supercoppe | Totale | Totale |
| Stagione                 | Club                     | Comp                     | Pres       | Reti       | Comp            | Pres            | Reti            | Comp               | Pres               | Reti               | Comp       | Pres       | Reti       | Pres   | Reti   |
| ------------------------ | ------------------------ | ------------------------ | ---------- | ---------- | --------------- | --------------- | --------------- | ------------------ | ------------------ | ------------------ | ---------- | ---------- | ---------- | ------ | ------ |
| 1990                     | Bryne                    | 2D                       | ?          | ?          | CN              | ?               | ?               | -                  | -                  | -                  | -          | -          | -          | ?      | ?      |
| 1991                     | Bryne                    | 1D                       | ?          | ?          | CN              | ?               | ?               | -                  | -                  | -                  | -          | -          | -          | ?      | ?      |
| 1992                     | Bryne                    | 1D                       | ?          | ?          | CN              | ?               | ?               | -                  | -                  | -                  | -          | -          | -          | ?      | ?      |
| 1993-gen. 1994           | Bryne                    | 1D                       | ?          | ?          | CN              | ?               | ?               | -                  | -                  | -                  | -          | -          | -          | ?      | ?      |
| Totale Bryne             | Totale Bryne             | Totale Bryne             | ?          | ?          |                 | ?               | ?               |                    | -                  | -                  |            | -          | -          | ?      | ?      |
| gen.-giu. 1994           | Nottingham Forest        | FD                       | 3          | 0          | FACup+CdL       | 0               | 0               | -                  | -                  | -                  | -          | -          | -          | 3      | 0      |
| 1994-1995                | Nottingham Forest        | PL                       | 20         | 1          | FACup+CdL       | 1+1             | 0               | -                  | -                  | -                  | -          | -          | -          | 22     | 1      |
| 1995-1996                | Nottingham Forest        | PL                       | 17         | 0          | FACup+CdL       | 2+0             | 0               | CU                 | 5                  | 0                  | -          | -          | -          | 24     | 0      |
| 1996-1997                | Nottingham Forest        | PL                       | 35         | 6          | FACup+CdL       | 3+3             | 0               | -                  | -                  | -                  | -          | -          | -          | 41     | 6      |
| Totale Nottingham Forest | Totale Nottingham Forest | Totale Nottingham Forest | 75         | 7          |                 | 10              | 0               |                    | 5                  | 0                  |            | -          | -          | 90     | 7      |
| 1997-1998                | Leeds                    | PL                       | 32         | 7          | FACup+CdL       | 2+3             | 0               | -                  | -                  | -                  | -          | -          | -          | 37     | 7      |
| 1998-1999                | Leeds                    | PL                       | 29         | 1          | FACup+CdL       | 4+0             | 0               | CU                 | 3                  | 0                  | -          | -          | -          | 36     | 1      |
| 1999-2000                | Leeds                    | PL                       | 13         | 0          | FACup+CdL       | 0               | 0               | CU                 | 6                  | 0                  | -          | -          | -          | 19     | 0      |
| Totale Leeds             | Totale Leeds             | Totale Leeds             | 74         | 8          |                 | 9               | 0               |                    | 9                  | 0                  |            | -          | -          | 92     | 8      |
| 2000-2001                | Manchester City          | PL                       | 35         | 3          | FACup+CdL       | 3+5             | 0               | -                  | -                  | -                  | -          | -          | -          | 43     | 3      |
| 2001-2002                | Manchester City          | FD                       | 3          | 0          | FACup+CdL       | 1+0             | 0               | -                  | -                  | -                  | -          | -          | -          | 4      | 0      |
| 2002-2003                | Manchester City          | PL                       | 0          | 0          | FACup+CdL       | 0               | 0               | -                  | -                  | -                  | -          | -          | -          | 0      | 0      |
| Totale Manchester City   | Totale Manchester City   | Totale Manchester City   | 38         | 3          |                 | 9               | 0               |                    | -                  | -                  |            | -          | -          | 47     | 3      |
| 2012                     | Rosseland                | 4D                       | 4          | 1          | CN              | 3               | 0               | -                  | -                  | -                  | -          | -          | -          | 7      | 0      |
| 2013                     | Rosseland                | 4D                       | 2          | 0          | CN              | 0               | 0               | -                  | -                  | -                  | -          | -          | -          | 2      | 0      |
| Totale Rosseland         | Totale Rosseland         | Totale Rosseland         | 6          | 1          |                 | 3               | 0               |                    | -                  | -                  |            | -          | -          | 9      | 1      |
| Totale                   | Totale                   | Totale                   | 193+       | 19+        |                 | 31+             | 0+              |                    | 14                 | 0                  |            | -          | -          | 238+   | 19+    |

### Cronologia presenze e reti in nazionale
| Cronologia completa delle presenze e delle reti in nazionale ― Norvegia | Cronologia completa delle presenze e delle reti in nazionale ― Norvegia | Cronologia completa delle presenze e delle reti in nazionale ― Norvegia | Cronologia completa delle presenze e delle reti in nazionale ― Norvegia | Cronologia completa delle presenze e delle reti in nazionale ― Norvegia | Cronologia completa delle presenze e delle reti in nazionale ― Norvegia | Cronologia completa delle presenze e delle reti in nazionale ― Norvegia | Cronologia completa delle presenze e delle reti in nazionale ― Norvegia |
| Data                                                                    | Città                                                                   | In casa                                                                 | Risultato                                                               | Ospiti                                                                  | Competizione                                                            | Reti                                                                    | Note                                                                    |
| ----------------------------------------------------------------------- | ----------------------------------------------------------------------- | ----------------------------------------------------------------------- | ----------------------------------------------------------------------- | ----------------------------------------------------------------------- | ----------------------------------------------------------------------- | ----------------------------------------------------------------------- | ----------------------------------------------------------------------- |
| 19-1-1994                                                               | San Diego                                                               | Norvegia                                                                | 2 – 1                                                                   | Costa Rica                                                              | Amichevole                                                              | -                                                                       |                                                                         |
| 22-5-1994                                                               | Londra                                                                  | Inghilterra                                                             | 0 – 0                                                                   | Norvegia                                                                | Amichevole                                                              | -                                                                       | 46’                                                                     |
| 1-6-1994                                                                | Oslo                                                                    | Norvegia                                                                | 2 – 1                                                                   | Danimarca                                                               | Amichevole                                                              | -                                                                       |                                                                         |
| 19-6-1994                                                               | Washington                                                              | Messico                                                                 | 0 – 1                                                                   | Norvegia                                                                | Mondiali 1994 - 1º Turno                                                | -                                                                       | 16’                                                                     |
| 23-6-1994                                                               | New York                                                                | Norvegia                                                                | 0 – 1                                                                   | Italia                                                                  | Mondiali 1994 - 1º Turno                                                | -                                                                       | 68’                                                                     |
| 6-2-1995                                                                | Larnaca                                                                 | Estonia                                                                 | 0 – 7                                                                   | Norvegia                                                                | Amichevole                                                              | -                                                                       |                                                                         |
| 8-2-1995                                                                | Nicosia                                                                 | Cipro                                                                   | 0 – 2                                                                   | Norvegia                                                                | Amichevole                                                              | -                                                                       | 46’                                                                     |
| 29-3-1995                                                               | Lussemburgo                                                             | Lussemburgo                                                             | 0 – 2                                                                   | Norvegia                                                                | Qual. Euro 1996                                                         | -                                                                       |                                                                         |
| 26-4-1995                                                               | Oslo                                                                    | Norvegia                                                                | 5 – 0                                                                   | Lussemburgo                                                             | Qual. Euro 1996                                                         | -                                                                       | 65’                                                                     |
| 7-6-1995                                                                | Oslo                                                                    | Norvegia                                                                | 2 – 0                                                                   | Malta                                                                   | Qual. Euro 1996                                                         | -                                                                       | 69’                                                                     |
| 22-7-1995                                                               | Oslo                                                                    | Norvegia                                                                | 0 – 0                                                                   | Francia                                                                 | Amichevole                                                              | -                                                                       | 46’                                                                     |
| 16-8-1995                                                               | Oslo                                                                    | Norvegia                                                                | 1 – 1                                                                   | Rep. Ceca                                                               | Qual. Euro 1996                                                         | -                                                                       |                                                                         |
| 15-11-1995                                                              | Rotterdam                                                               | Paesi Bassi                                                             | 3 – 0                                                                   | Norvegia                                                                | Qual. Euro 1996                                                         | -                                                                       | 62’                                                                     |
| 7-2-1996                                                                | Las Palmas                                                              | Spagna                                                                  | 1 – 0                                                                   | Norvegia                                                                | Amichevole                                                              | -                                                                       |                                                                         |
| 27-3-1996                                                               | Dublino                                                                 | Irlanda                                                                 | 1 – 0                                                                   | Norvegia                                                                | Amichevole                                                              | -                                                                       |                                                                         |
| 24-4-1996                                                               | Oslo                                                                    | Norvegia                                                                | 0 – 0                                                                   | Grecia                                                                  | Amichevole                                                              | -                                                                       |                                                                         |
| 2-6-1996                                                                | Oslo                                                                    | Norvegia                                                                | 5 – 0                                                                   | Azerbaigian                                                             | Qual. Mondiali 1998                                                     | -                                                                       |                                                                         |
| 1-9-1996                                                                | Oslo                                                                    | Norvegia                                                                | 1 – 0                                                                   | Georgia                                                                 | Amichevole                                                              | -                                                                       | 69’                                                                     |
| 9-10-1996                                                               | Oslo                                                                    | Norvegia                                                                | 3 – 0                                                                   | Ungheria                                                                | Qual. Mondiali 1998                                                     | -                                                                       |                                                                         |
| 10-11-1996                                                              | Basilea                                                                 | Svizzera                                                                | 0 – 1                                                                   | Norvegia                                                                | Qual. Mondiali 1998                                                     | -                                                                       |                                                                         |
| 29-3-1997                                                               | Dubai                                                                   | Emirati Arabi Uniti                                                     | 1 – 4                                                                   | Norvegia                                                                | Amichevole                                                              | -                                                                       | 27’                                                                     |
| 30-5-1997                                                               | Oslo                                                                    | Norvegia                                                                | 4 – 2                                                                   | Brasile                                                                 | Amichevole                                                              | -                                                                       | 46’                                                                     |
| 8-6-1997                                                                | Budapest                                                                | Ungheria                                                                | 1 – 1                                                                   | Norvegia                                                                | Qual. Mondiali 1998                                                     | -                                                                       |                                                                         |
| 20-8-1997                                                               | Helsinki                                                                | Finlandia                                                               | 0 – 4                                                                   | Norvegia                                                                | Qual. Mondiali 1998                                                     | -                                                                       | 86’                                                                     |
| 10-9-1997                                                               | Oslo                                                                    | Norvegia                                                                | 5 – 0                                                                   | Svizzera                                                                | Qual. Mondiali 1998                                                     | -                                                                       | 83’                                                                     |
| 25-2-1998                                                               | Marsiglia                                                               | Francia                                                                 | 3 – 3                                                                   | Norvegia                                                                | Amichevole                                                              | -                                                                       |                                                                         |
| 25-3-1998                                                               | Bruxelles                                                               | Belgio                                                                  | 2 – 2                                                                   | Norvegia                                                                | Amichevole                                                              | -                                                                       | 68’                                                                     |
| 27-5-1998                                                               | Molde                                                                   | Norvegia                                                                | 6 – 0                                                                   | Arabia Saudita                                                          | Amichevole                                                              | -                                                                       |                                                                         |
| 10-10-1998                                                              | Oslo                                                                    | Slovenia                                                                | 1 – 2                                                                   | Norvegia                                                                | Qual. Euro 2000                                                         | -                                                                       |                                                                         |
| 14-10-1998                                                              | Oslo                                                                    | Norvegia                                                                | 2 – 2                                                                   | Albania                                                                 | Qual. Euro 2000                                                         | -                                                                       | 57’                                                                     |
| 18-11-1998                                                              | Il Cairo                                                                | Egitto                                                                  | 1 – 1                                                                   | Norvegia                                                                | Amichevole                                                              | -                                                                       | 46’                                                                     |
| 28-4-1999                                                               | Tbilisi                                                                 | Georgia                                                                 | 1 – 4                                                                   | Norvegia                                                                | Qual. Euro 2000                                                         | -                                                                       |                                                                         |
| 5-6-1999                                                                | Tirana                                                                  | Albania                                                                 | 1 – 2                                                                   | Norvegia                                                                | Qual. Euro 2000                                                         | -                                                                       |                                                                         |
| 25-4-2001                                                               | Oslo                                                                    | Norvegia                                                                | 2 – 1                                                                   | Bulgaria                                                                | Amichevole                                                              | -                                                                       | 46’                                                                     |
| Totale                                                                  |                                                                         | Presenze                                                                | 34                                                                      |                                                                         | Reti                                                                    | 0                                                                       |                                                                         |

## Palmarès

### Club
- First Division

Manchester City: 2001-2002